# ماسینیانو
ماسینیانو (به ایتالیایی: Massignano) یک منطقهٔ مسکونی در ایتالیا است که در استان اسکولی پیچنو واقع شده‌است.

## خصوصیات
ماسینیانو ۱۶٫۳ کیلومترمربع مساحت و ۱٬۶۲۱ نفر جمعیت دارد.